# P-270 Moskit
El P-270 Moskit (ruso: П-270 «Москит»; español: Mosquito) es un misil de crucero antibuque propulsado por estatorreactor supersónico de origen soviético. Su designación GRAU es 3M80, la variante lanzada desde el aire es Kh-41 y su nombre de designación OTAN es SS-N-22 Sunburn (uno de los dos misiles con esa designación). 
El sistema de misiles crucero fue diseñado por la Oficina de Diseño Raduga durante la década de 1970 como una continuación del misil P-120 Malakhit (nombre de informe de la OTAN "SS-N-9 Siren"). 
El Moskit fue diseñado originalmente como un misil crucero de largo alcance, para ser lanzado desde un barco, almacenado dentro de un tubo lanzador de misiles, pero se han adaptado algunas variantes y reducido su tamaño con el paso de los años, para ser lanzado desde tierra (camiones modificados), bajo el agua ( submarinos ) y aire (al parecer, el caza pesado Sukhoi Su-33, una variante naval del Sukhoi Su-27), otros aviones bombarderos, así como en el ekranoplano clase Lun. 
El misil puede transportar ojivas convencionales y nucleares. Se desconoce la clasificación exacta del misil y se tiene información sobre la existencia de diferentes tipos, modelos y capacidades. Esta incertidumbre se debe al secreto que rodea a un arma militar activa. El misil ha sido comprado y exportado a la Armada del Ejército Popular de Liberación (China) y a la Armada Egipcia (Egipto).